# Discovery (hudební skupina)
Discovery byl hudební projekt, který tvořili Rostam Batmanglij, člen skupiny Vampire Weekend, a zpěvák Wesley Miles z Ra Ra Riot. Pracovat spolu začali v roce 2005 a následujícího roku začalo vznikat jejich první album. Brzy však kvůli aktivitám svých domovských skupin přestali na tomto projektu pracovat. Album, které nakonec dostalo název LP bylo vydáno až v červenci 2009. Vedle dua se na desce podíleli například Ezra Koenig, který rovněž působí ve skupině Vampire Weekend, a zpěvačka Angel Deradoorian.

## Diskografie
- LP (2009)